# Werchnij Naholczyk
Werchnij Naholczyk (ukr. Верхній Нагольчик) – osiedle typu miejskiego na Ukrainie, w obwodzie ługańskim, w faktycznie niefunkcjonującym rejonie roweńkowskim, od 2014 pod kontrolą marionetkowej, uzależnionej od Rosji Ługańskiej Republiki Ludowej. W 2001 liczyło 2022 mieszkańców, spośród których 945 wskazało jako ojczysty język ukraiński, 1073 rosyjski, 1 białoruski, 1 ormiański, a 2 osoby się nie zadeklarowały.